# Sara Tounesi
Sara Tounesi (Cremona, 19 luglio 1995) è una rugbista a 15 italiana, seconda linea del Bordeaux.

## Biografia
Nata a Cremona da genitori marocchini, Sara Tounesi iniziò a giocare a rugby a 7 a 19 anni nelle file della locale squadra; messasi tuttavia precocemente in luce, fu posta sotto osservazione federale e, grazie a un accordo di tutoraggio con il Colorno, nel 2015 Tounesi iniziò a giocare a rugby a 15 esordendo nel campionato di serie A femminile.
Nel 2016 fu aggregata alla nazionale maggiore dell'Italia femminile che partecipò al Sei Nazioni, purtuttavia senza essere mai impiegata.
L'anno seguente giunse alla finale del campionato con Colorno, poi persa contro il Valsugana.
A seguire, fu convocata per la Coppa del Mondo di rugby femminile 2017 in Irlanda, alla quale si presentò da esordiente assoluta e nel corso della quale debuttò durante il primo incontro della fase a gironi contro gli Stati Uniti, scendendo in campo anche negli altri due incontri con Inghilterra e Spagna sempre dalla panchina.
Campione d'Italia nel 2018 con Colorno, nel 2020 si trasferì in Francia nel Romagnat, sezione femminile del Clermont, con cui si laureò campione nazionale alla fine della stagione di debutto nel club.
Dopo due stagioni a Clermont, dal 2022 milita in Inghilterra nel Sale Sharks.
Dopo l'incontro con il Giappone nella fase a gironi della Coppa del Mondo 2021 Tounesi subì una squalifica di 12 settimane per aver morso una mano a un'avversaria, Iroha Nagata, infrazione non rilevata immediatamente dall'arbitro Maggie Cogger-Orr in partita; considerata l'attenuante della provocazione da parte della giocatrice giapponese, la commissione esaminatrice ritenne di poter scontare di un terzo la sanzione massima prevista per tali infrazioni, normalmente 18 settimane.
Dopo l'appuntamento mondiale si trasferì in Inghilterra al Sale Sharks e, tre stagioni dopo, di nuovo in Francia al Bordeaux.
Nel 2025, poco dopo avere celebrato il suo cinquantesimo incontro internazionale per l'Italia, ha ricevuto la terza convocazione consecutiva alla Coppa del Mondo.

## Palmarès
- Campionati italiani: 1
Colorno: 2017-18
- Campionati francesi: 1
Romagnat: 2020-21